# Fédération d'Union soviétique de football
La fédération d'URSS de football (en russe : Федерация футбола СССР) était une association regroupant les clubs de football de l'ex-URSS et gérant l'équipe nationale d'Union soviétique. 
La Section football d'URSS (Секции футбола СССР) ou SF SSSR (qui dépendait d'un organisme de sport d'état) fut curieusement fondée assez tardivement, le 27 décembre 1934, succédant ainsi à la VFS de l'ancien empire (Union russe de football, Всероссийского футбольного союза), alors que le championnat d'URSS existait depuis 1923 et que l'équipe nationale soviétique disputa son premier match international officiel en novembre 1924 (victoire contre la Turquie 3-0). 
Le 26 mai 1959 la Section football fut réformée et se transforma en véritable Fédération de football d'URSS (Федерации футбола СССР) ou FF SSSR. La Fédération d'URSS de football fut acceptée en tant que membre à part entière de la FIFA le 27 septembre 1947 et fit partie des membres fondateurs de l’UEFA en 1954. Elle vécut son crépuscule tout à la fin de 1991 lors du démantèlement de l'URSS, avant de changer de nom et de brièvement prendre en main le football de la C.E.I. nouvellement créée (Communauté des États indépendants) au premier semestre 1992.
Le 8 février 1992 vit la fondation de la Fédération Russe de Football (Российский Футбольный Союз ou RFS) qui se positionna (avec succès) pour succéder à la FF SSSR. En se portant cessionnaire de l'ancienne fédération soviétique, la RFS obtint ainsi l'héritage de l'affiliation (et du palmarès de l'équipe d'URSS) auprès de la FIFA et de l'UEFA.
Contrairement à la Russie, les autres fédérations qui composaient la communauté (Géorgie, Arménie, Azerbaïdjan, Lettonie, Lituanie, Estonie, Biélorussie, Ukraine, Russie, Moldavie, Kazakhstan, Ouzbékistan, Kirghizistan, Tadjikistan et Turkménistan) durent faire une demande d'affiliation à la FIFA et l'UEFA.